# Boiga dendrophila
Boiga dendrophila és una espècie de serp de la família Colubridae pròpia dels Sud-est asiàtic.

## Característiques
És de color negre i groc brillant i té el cap ample i curt, com altres serps d'ullals posteriors. És un serp prima que assoleix de mitjana longituds d'1,6 a 2 metres i pot arribar fins als 2,5. Les femelles són una mica més grans que els mascles i els joves tenen els mateixos colors dels adults.

## Història natural
Viu en boscos pluvials tropicals i manglars, i és activa al capvespre i de nit i durant el dia s'amaguen al fullatge espès o en troncs buits. Habita prop de l'aigua i pot nedar bé, però rarament baixa terra. S'alimenta d'ocells i els seus nius, de mamífers, llangardaixos, altres serps i amfibis, que mata amb una mossegada verinosa o estrangulant-los.

## Distribució geogràfica
Indonesia (Bangka, Belitung, Borneo, Java, Sulawesi, Illes Riau, Sumatra), Cambodia, Myanmar, Malàisia (Malaya; Johor), Tailàndia; Vietnam, Filipines (Panay).